# Louisiana Hayride
Louisiana Hayride est une émission de musique country, radiophonique à l'origine, puis télévisée, réalisée depuis le Municipal Memorial Auditorium de Shreveport, en Louisiane. De 1948 à 1960, le programme a aidé à lancer la carrière de plusieurs des plus grands noms de la musique populaire américaine.
Elvis Presley participa à l'émission de radio en 1954, et apparut pour la première fois dans le spectacle de télévision le 3 mars 1955.

## Historique

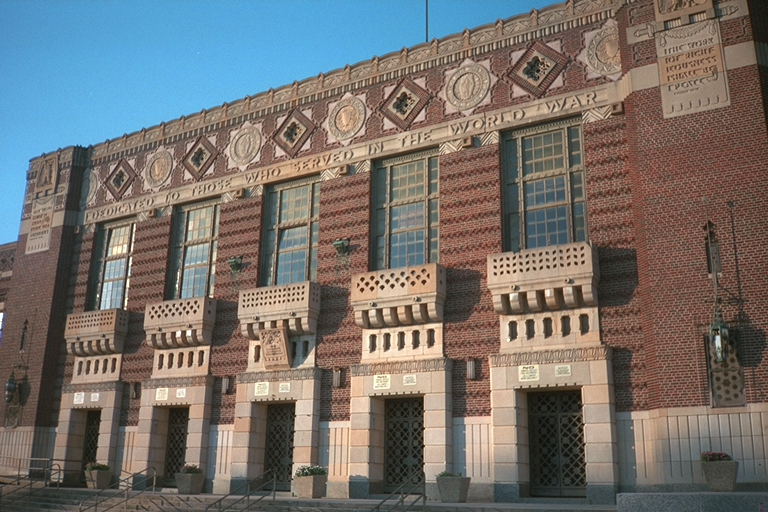
Municipal Memorial Auditorium de Shreveport

### 1948-1960 - L'âge d'or
La première radio diffusion du spectacle eut lieu le 3 avril 1948. Le Louisiana Hayride connut immédiatement le succès et se classa second, pour l'audience, derrière le Grand Ole Opry de Nashville, dans le Tennessee. Il conserva cette place jusqu'au lancement de l'émission Ozark Jubilee par ABC en 1955.
Le Louisiana Hayride, comme ses deux concurrents, diffusait les œuvres et les prestations de vedettes connues de la country. Il permettait aussi à des musiciens encore peu connus de se présenter devant un public plus vaste. Au fil des années, des grands noms de la musique country comme Johnny Cash, Floyd Cramer, Jimmie Davis, Lefty Frizzell, Johnny Horton, Sonny James, George Jones, Claude King, Jimmy Martin, James O'Gwynn, Webb Pierce, Jim Reeves, Tex Ritter, Hank Snow, Kitty Wells, Slim Whitman, Hank Williams, Faron Young, et de nombreux autres participèrent à ces émissions.